# George Cavendish, I conte di Burlington
George Augustus Henry Cavendish, I conte di Burlington (31 marzo 1754 – Burlington House, 4 maggio 1834), è stato un politico inglese.

## Biografia

### Infanzia

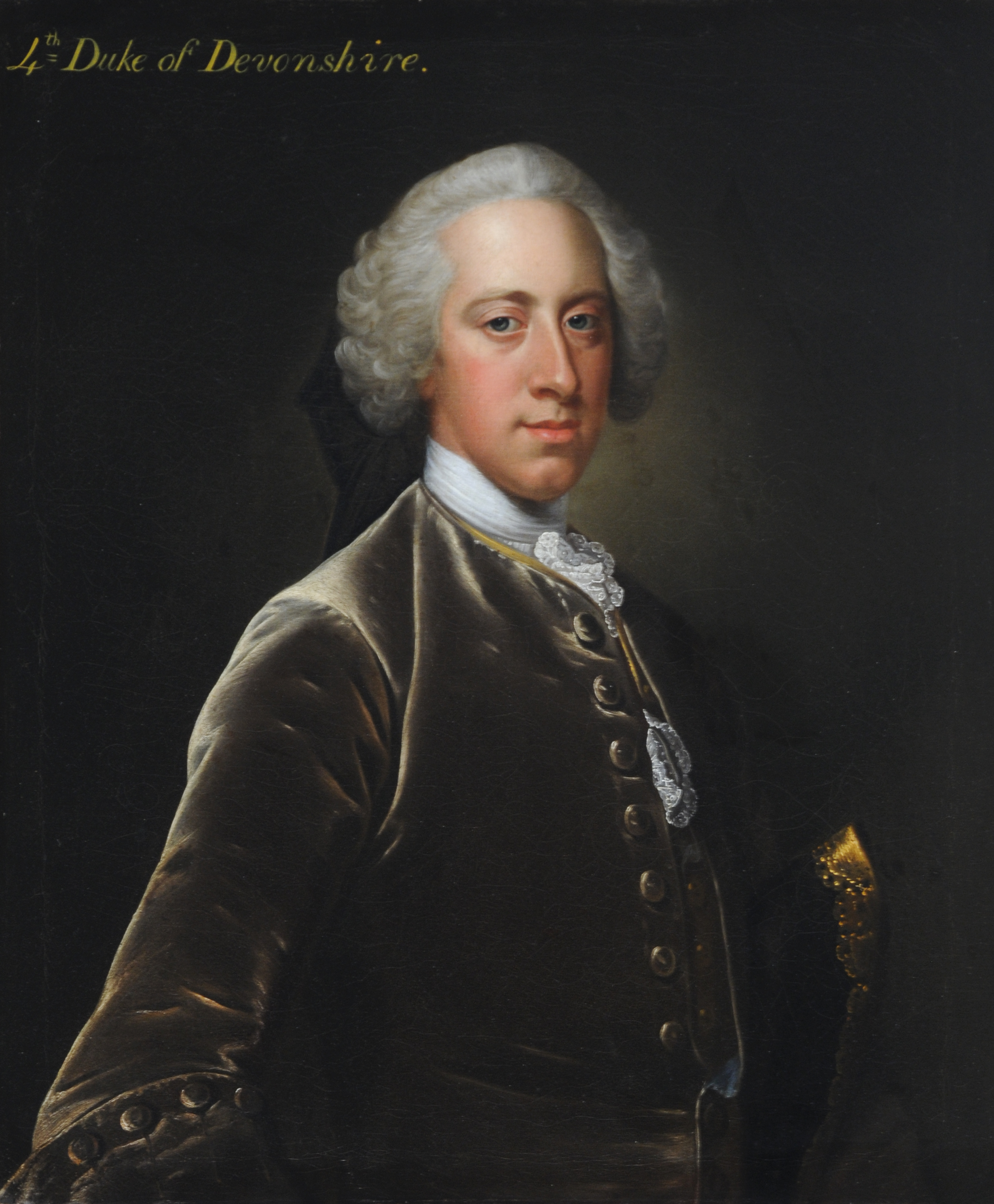
Ritratto di William Cavendish, IV duca di Devonshire di Thomas Hudson. Oggi, questo dipinto fa parte della National Trust

Era il terzo figlio di William Cavendish, IV duca di Devonshire, e l'ex moglie Lady Charlotte Elizabeth Boyle, figlia di Richard Boyle, III conte di Burlington.

### Carriera
Egli sedeva come deputato al Parlamento per Knaresborough (1775-1780), per Derby (1780-1797) e per Derbyshire (1797-1831). Il 10 settembre 1831 venne nominato Barone di Keighley, nella contea di York, e Conte di Burlington, una ripresa del titolo detenuto da suo nonno materno.

### Matrimonio
Il 27 febbraio 1782, a Londra, sposò Lady Elizabeth Compton (25 giugno 1760-7 aprile 1835), figlia di Charles Compton, VII conte di Northampton. Ebbero undici figli.

### Ultimi anni e morte

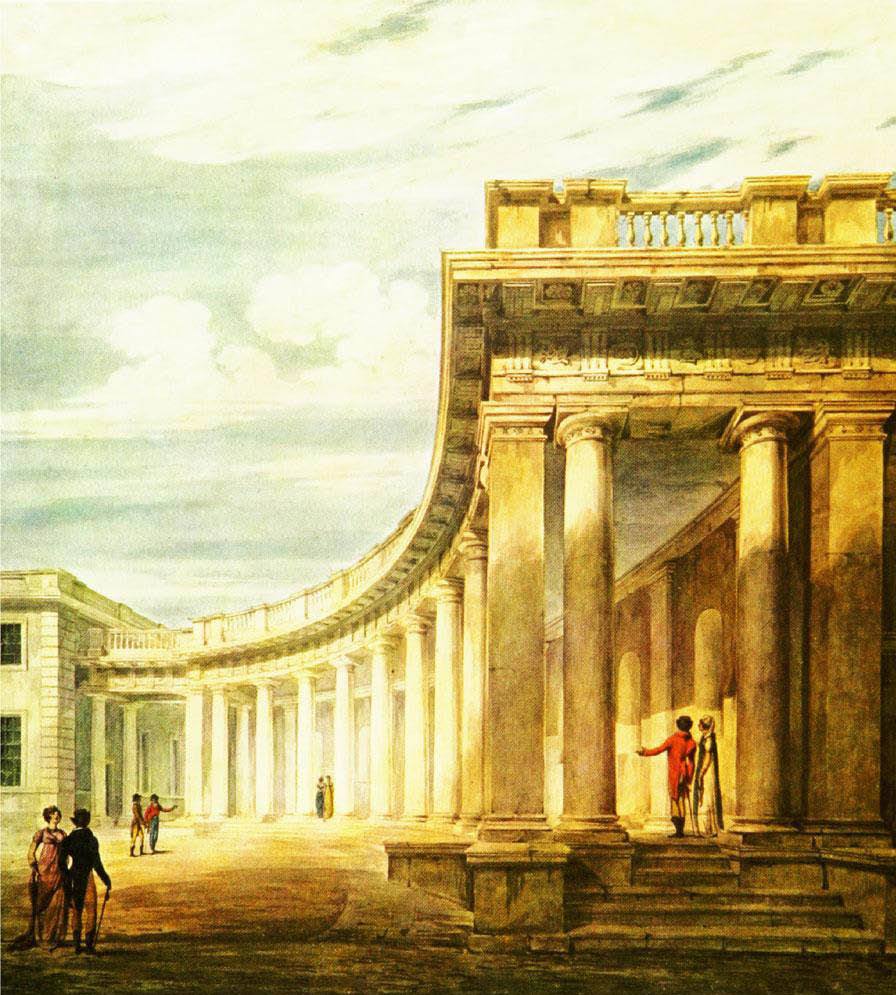
Uno dei colonnati di James Gibbs a Burlington House.

Nel 1815 Lord Burlington acquistò Burlington House a Piccadilly, da suo nipote, il Duca di Devonshire. Con l'architetto Samuel Ware, ha apportato una serie di modifiche significative alla casa, tra cui la costruzione di Burlington Arcade lungo il lato ovest.
Morì a Burlington House il 4 maggio 1834 e fu sepolto nella All Saints Church, a Derby. La proprietà passò alla sua vedova e alla sua morte nel 1835 al loro figlio Charles, da cui discendono i Baroni Chesam.

## Discendenza

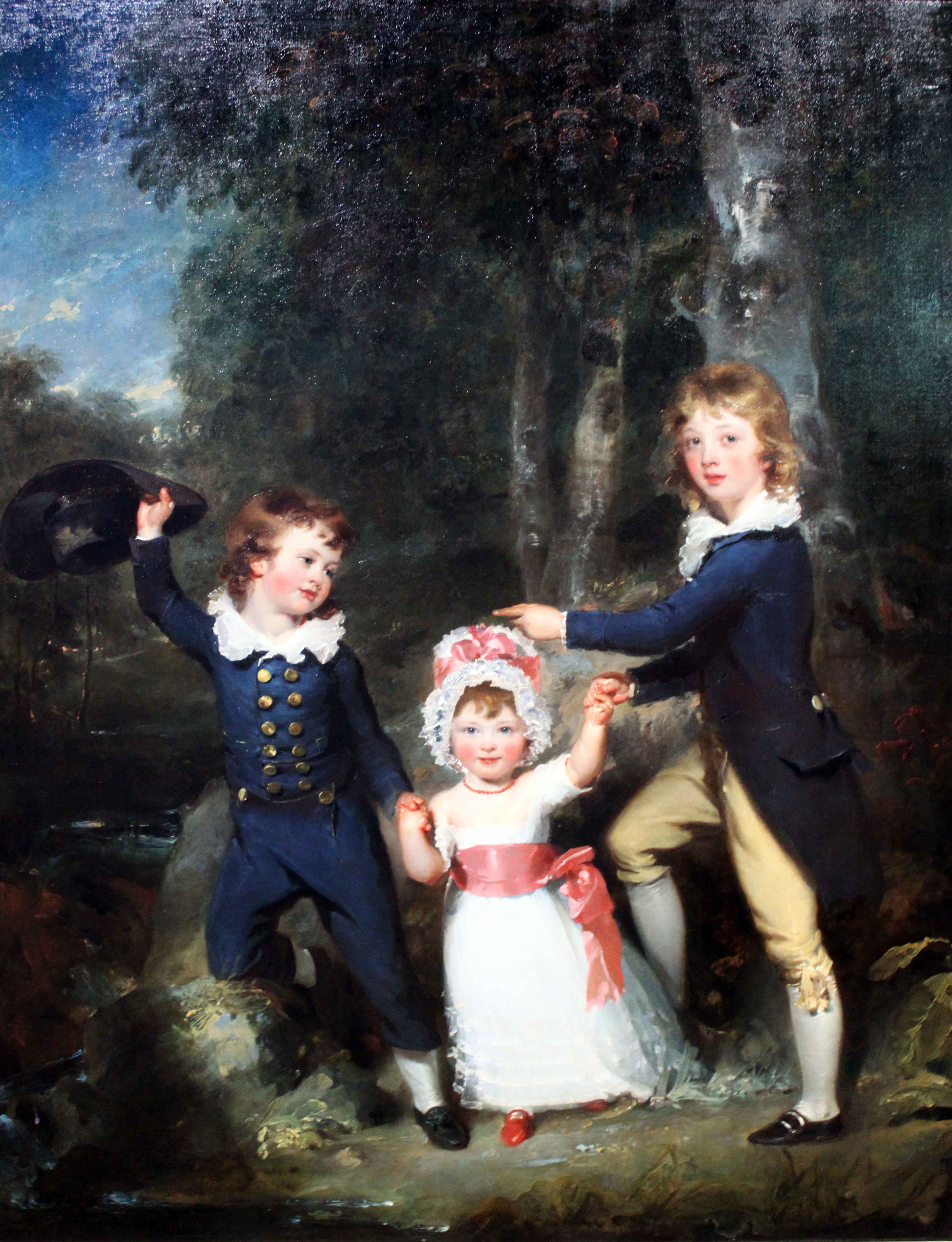
Ritratto dei figli di Lord George Cavendish
Sir Thomas Lawrence, 1790

Dal matrimonio tra Lord Burlington e Lady Elizabeth Compton nacquero:
- William Cavendish (10 gennaio 1783-17 gennaio 1812);
- George Henry Compton Cavendish (14 ottobre 1784-22 gennaio 1809);
- Elizabeth Dorothy Cavendish (12 giugno 1786-17 settembre 1786);
- Lady Anne Cavendish (11 novembre 1787-17 maggio 1871), sposò Lord Charles FitzRoy, ebbero due figli;
- Henry Frederick Compton Cavendish (5 novembre 1789-5 aprile 1873), sposò in prime nozze Sarah Fawkener, in seconde nozze Frances Susan Lambton e in terze nozze Susanna Emma Byerlie;
- Elizabeth Cavendish (13 marzo 1792-26 maggio 1794);
- Charles Cavendish, I barone Chesham (28 agosto 1793-10 novembre 1863);
- Maria Louisa Cavendish (6 marzo 1795-7 giugno 1795);
- Lady Caroline Cavendish (5 aprile 1797-9 gennaio 1867);
- Frederick Compton Cavendish (28 ottobre 1801-27 gennaio 1802);
- Charlotte Cavendish (23 aprile 1803-1 luglio 1803).

## Ascendenza
|                                                      |                                           |                                            | Genitori                                  |  |  | Nonni |  |  | Bisnonni                                    |  |  | Trisnonni                                   |  |
|                                                      |                                           |                                            |                                           |  |  |       |  |  | 8. William Cavendish, II duca di Devonshire |  |  | 16. William Cavendish, I duca di Devonshire |  |
|                                                      |                                           |                                            |                                           |  |  |       |  |  | 8. William Cavendish, II duca di Devonshire |  |  | 16. William Cavendish, I duca di Devonshire |  |
|                                                      |                                           | 17. Mary Butler                            |                                           |  |  |       |  |  | 8. William Cavendish, II duca di Devonshire |  |  |                                             |  |
| 4. William Cavendish, III duca di Devonshire         |                                           |                                            |                                           |  |  |       |  |  | 8. William Cavendish, II duca di Devonshire |  |  |                                             |  |
|                                                      |                                           | 9. Rachel Russell                          | 18. William Russell                       |  |  |       |  |  |                                             |  |  |                                             |  |
|                                                      |                                           | 9. Rachel Russell                          | 18. William Russell                       |  |  |       |  |  |                                             |  |  |                                             |  |
|                                                      |                                           | 9. Rachel Russell                          | 19. Rachel Wriothesley                    |  |  |       |  |  |                                             |  |  |                                             |  |
| 2. William Cavendish, IV duca di Devonshire          |                                           | 9. Rachel Russell                          |                                           |  |  |       |  |  |                                             |  |  |                                             |  |
|                                                      |                                           | 10. John Hoskins                           | 20. Charles Hoskins                       |  |  |       |  |  |                                             |  |  |                                             |  |
|                                                      |                                           | 10. John Hoskins                           | 20. Charles Hoskins                       |  |  |       |  |  |                                             |  |  |                                             |  |
|                                                      |                                           | 10. John Hoskins                           | 21. Anne Hale                             |  |  |       |  |  |                                             |  |  |                                             |  |
| 5. Catherine Hoskins                                 |                                           | 10. John Hoskins                           |                                           |  |  |       |  |  |                                             |  |  |                                             |  |
|                                                      |                                           | 11. Catherine Hale                         | 22. William Hale                          |  |  |       |  |  |                                             |  |  |                                             |  |
|                                                      |                                           | 11. Catherine Hale                         | 22. William Hale                          |  |  |       |  |  |                                             |  |  |                                             |  |
|                                                      |                                           | 11. Catherine Hale                         | 23. Mary Elwes                            |  |  |       |  |  |                                             |  |  |                                             |  |
| 1. George Cavendish, I conte di Burlington           |                                           | 11. Catherine Hale                         |                                           |  |  |       |  |  |                                             |  |  |                                             |  |
|                                                      | 12. Charles Boyle, II conte di Burlington | 24. Charles Boyle, III visconte Dungarvan  |                                           |  |  |       |  |  |                                             |  |  |                                             |  |
|                                                      | 12. Charles Boyle, II conte di Burlington | 24. Charles Boyle, III visconte Dungarvan  |                                           |  |  |       |  |  |                                             |  |  |                                             |  |
|                                                      | 12. Charles Boyle, II conte di Burlington | 25. Jane Seymour                           |                                           |  |  |       |  |  |                                             |  |  |                                             |  |
| 6. Richard Boyle, III conte di Burlington            | 12. Charles Boyle, II conte di Burlington |                                            |                                           |  |  |       |  |  |                                             |  |  |                                             |  |
|                                                      |                                           | 13. Juliana Noel                           | 26. Henry Noel                            |  |  |       |  |  |                                             |  |  |                                             |  |
|                                                      |                                           | 13. Juliana Noel                           | 26. Henry Noel                            |  |  |       |  |  |                                             |  |  |                                             |  |
|                                                      |                                           | 13. Juliana Noel                           | 27. Elizabeth Wale                        |  |  |       |  |  |                                             |  |  |                                             |  |
| 3. Charlotte Elizabeth Boyle, marchesa di Hartington |                                           | 13. Juliana Noel                           |                                           |  |  |       |  |  |                                             |  |  |                                             |  |
|                                                      |                                           | 14. William Savile, II marchese di Halifax | 28. George Savile, I marchese di Halifax  |  |  |       |  |  |                                             |  |  |                                             |  |
|                                                      |                                           | 14. William Savile, II marchese di Halifax | 28. George Savile, I marchese di Halifax  |  |  |       |  |  |                                             |  |  |                                             |  |
|                                                      |                                           | 14. William Savile, II marchese di Halifax | 29. Dorothy Spencer                       |  |  |       |  |  |                                             |  |  |                                             |  |
| 7. Dorothy Savile                                    |                                           | 14. William Savile, II marchese di Halifax |                                           |  |  |       |  |  |                                             |  |  |                                             |  |
|                                                      |                                           | 15. Mary Finch                             | 30. Daniel Finch, VII conte di Winchilsea |  |  |       |  |  |                                             |  |  |                                             |  |
|                                                      |                                           | 15. Mary Finch                             | 30. Daniel Finch, VII conte di Winchilsea |  |  |       |  |  |                                             |  |  |                                             |  |
|                                                      |                                           | 15. Mary Finch                             | 31. Essex Rich                            |  |  |       |  |  |                                             |  |  |                                             |  |
|                                                      |                                           | 15. Mary Finch                             |                                           |  |  |       |  |  |                                             |  |  |                                             |  |